# Фатичний акт
Фатичний акт мовної комунікації (англ. phatic) — це вид мовленнєвого акту комунікації, в якому мовні вислови спрямовані на встановлення контакту зі співрозмовником і не несуть в собі жодного змісту.

## Етимологія
Термін «фатичний» походить від грецького слова «φατός» [phat(ós)], що перекладається як «сказаний».

## Історія
Вперше термін «фатичний» використав 1923 року англійський антрополог польського походження Б. Маліновський. У своїй роботі Маліновський увів поняття «фатичне спілкування» (англ. phatic communion), що означає спілкування, націлене на встановлення і підтримання контакту. При цьому не відбувається обміну інформацією, а вислови використовуються для виконання соціальних функцій:
«Вони виконують соціальну функцію, що є їх принциповою метою. Вони не є результатом інтелектуального відбиття і не обов'язково викликають таке відбиття у співрозмовника. Мова тут не функціює як засіб передавання думки.»
1960 року, спираючись на дослідження Б. Маліновського, Р. О. Якобсон виділив фатичну, або контактовстановлювальну, функцію мови:
«Існують повідомлення, основне призначення яких — встановити, продовжити чи перервати комунікацію, перевірити, чи працює канал зв'язку („Алло, ви мене чуєте?“), привернути увагу співрозмовника або переконатися, що він уважно слухає („Ти слухаєш?“ або, кажучи словами Шекспіра, „Надай мені свої вуха!“, а на іншому кінці дроту: „Так-так!“). Ця спрямованість на контакт, або, в термінах Маліновського, фатична функція, здійснюється за допомогою обміну ритуальними формулами або навіть цілими діалогами, єдина мета яких — підтримання комунікації.»
Виходячи з положень Р. Якобсона, сучасна дослідниця фатики Т. Г. Винокур представила опозицію «інформативна-фатична» мова як варіант мовної поведінки, заснований на соціальній психології. За Т. Г. Винокур, фатична мова первинна, в ній більше комунікативних актів. Вступ у комунікацію передбачає один з комунікативних намірів: повідомлення (інформатика) або спілкування (фатика).

## Фатичні мовленнєві жанри
Спираючись на дослідницькі роботи попередників, В. В. Дементьєв виділив такі фатичні мовленнєві жанри (далі — ФМЖ):
1. Пустомовні жанри (світська бесіда).
2. ФМЖ, що погіршують міжособистісні стосунки в прямій формі: прямі звинувачення, з'ясування стосунків, сварки.
3. ФМЖ, що поліпшують міжособистісні стосунки в прямій формі: душевні розмови, освідчення, компліменти.
4. ФМЖ, що погіршують міжособистісні стосунки в прихованій, непрямій формі: іронія, глузування.
5. ФМЖ, що поліпшують міжособистісні стосунки в непрямій формі: жарт, флірт.

Всі ФМЖ належать до непланованої непрямої комунікації з різним ступенем побічності.

## В культурі
Світська розмова — один з найчастіше вживаних жанрів фатичної мови. Такий жанр міцно закріпився в європейському суспільстві за часів епохи Просвітництва. У різних культурах тематики світської бесіди відрізняються.
В країнах Азії і Близького сходу, як правило, для контакту прийнято ставити питання про сім'ю.
У японській мові фатичними висловлюваннями дуже часто виступають вигуки, які вказують на те, що співрозмовник уважно слухає мовця (див. статтю: Айдзуті).

### Велика Британія
Англійська мова багата фатичними висловами, оскільки жанр «small talk» займає значну роль у житті британців. Типовою темою для світської бесіди серед британців є розмова про погоду. Тематика погоди також характерна в регіонах з частою зміною клімату.

###### У британській літературі й кінематографі
У своїй книзі «Спостерігаючи англійців» Кейт Фокс дуже докладно описує характерні риси та значення світської бесіди серед корінних англійців і, зокрема, розглядає тему погоди:
«…Справа в тому, що, розмовляючи про погоду, ми розмовляємо зовсім не про неї. Розмова про погоду — це форма мовленнєвого етикету, покликана допомогти нам подолати природну стриманість і почати спілкуватися один з одним по-справжньому. Наприклад, всім відомо, що фрази „Чудовий день, чи не правда?“, „Холоднувато сьогодні, правда?“, „Що, все ще дощ іде, от же ж!“ та інші варіації на цю тему — це не запит інформації про метеорологічні дані, а ритуальні привітання, чергові вислови, які допомагають зав'язати бесіду або порушити ніякове мовчання.»
Яскравим прикладом є діалоги між кіногероями фільму Джо Райта «Гордість і упередження» (за мотивами однойменного роману Джейн Остін). Вислови уособлюють стандарти того часу — стриманість емоцій, відсутність прямих позитивних або негативних висловів з метою дотримання етикету.

### Росія
Жанр світської бесіди набув поширення з часів епохи Петра I і аж до Радянської Росії був актуальним серед дворянського населення. В силу неактуальності цього мовного жанру в XX столітті, основною особливістю російської мовної культури є слабка розробленість засобів нейтральної фатики за типом світської бесіди.

## Критика
Відомий антрополог і фахівець у сфері невербальних комунікацій Адам Кендон стверджує, що дуже часто поняття «фатична комунікація» (phatic communication) вживається в неправильному значенні. Люди схильні прирівнювати поняття «communication» і «communion» (яке вперше висунув Маліновський), хоча початкове значення слова «communion» — причастя.